# Deutsche Arktische Expedition
Die Deutsche Arktische Expedition (auch Schröder-Stranz-Expedition) war eine für das Jahr 1913 geplante deutsche Expedition mit dem Ziel, die Nordostpassage zu durchqueren. Nachdem die Vorbereitungsexpedition nach Spitzbergen, im August 1912 von Tromsø aus gestartet, in einem Desaster endete, das neben dem Leiter Herbert Schröder-Stranz sieben weitere Teilnehmer mit dem Leben bezahlten, fand die Hauptexpedition nicht mehr statt.

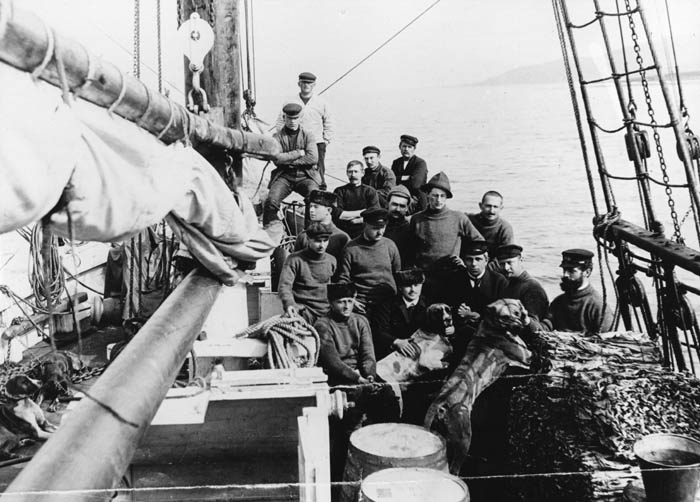
Expeditionsteilnehmer an Bord der Herzog Ernst (1912).
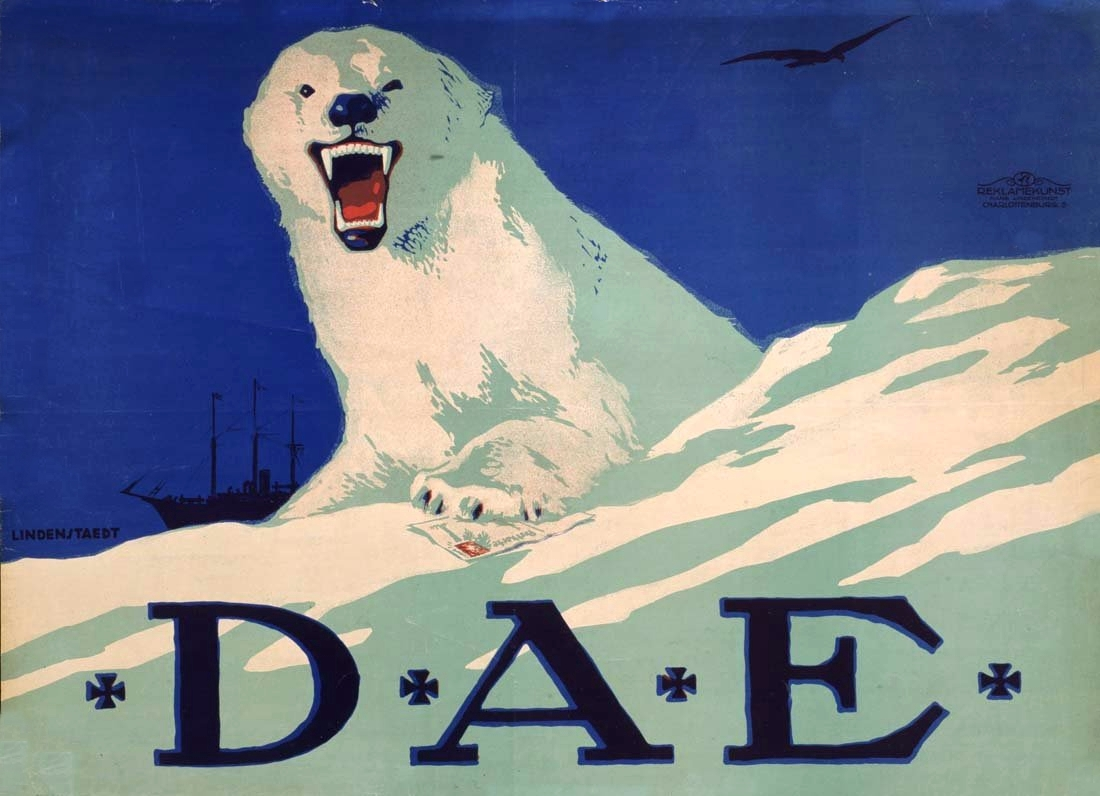
Plakat der Deutschen Arktischen Expedition (1913).

## Vorgeschichte

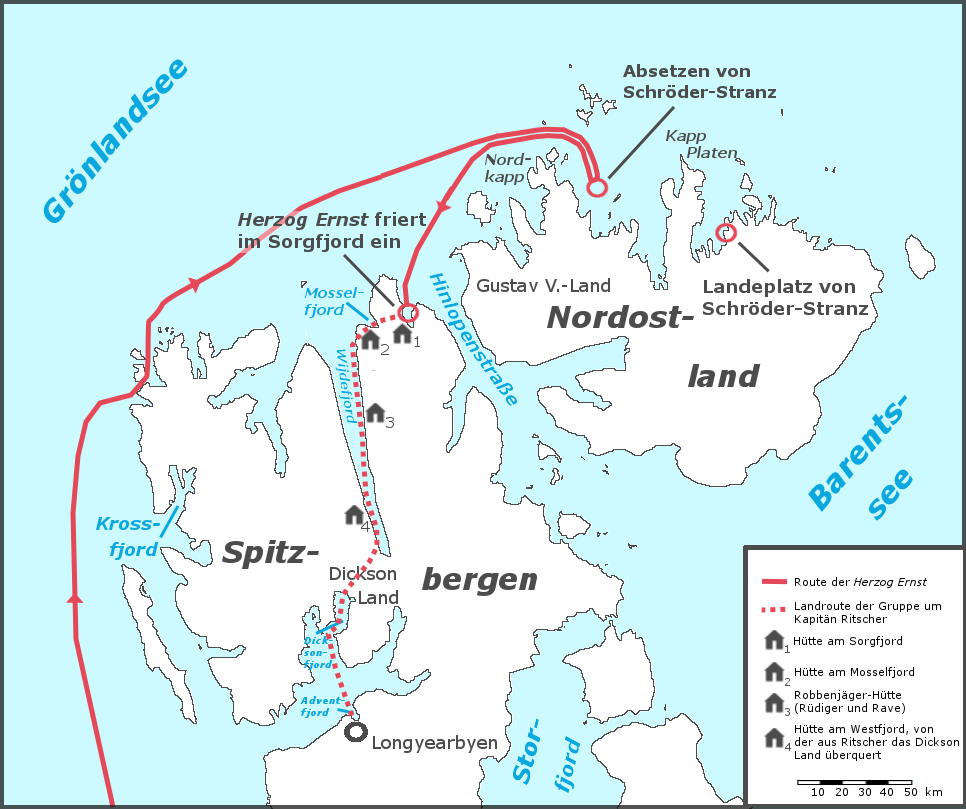
Route der Expedition

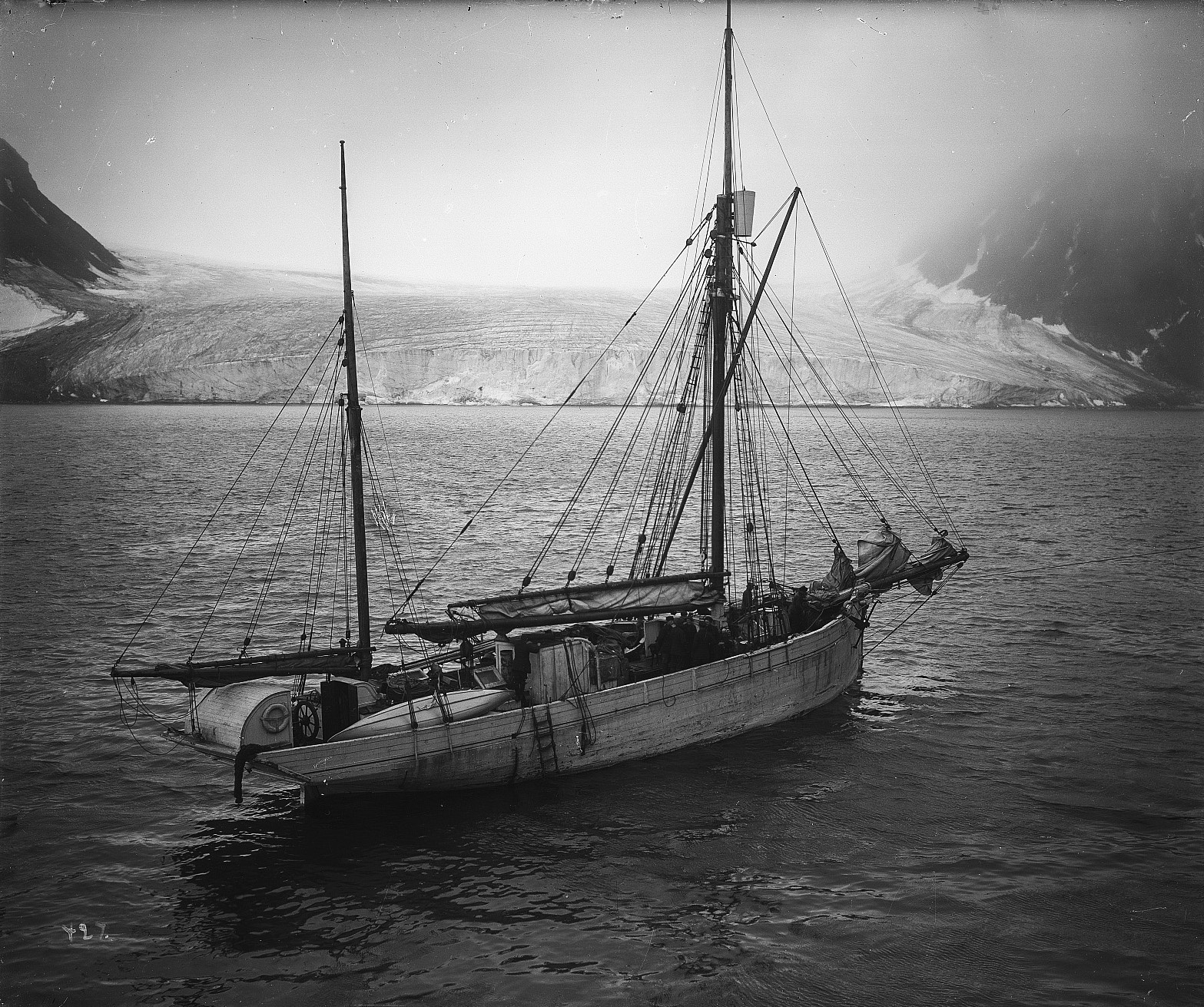
Die Herzog Ernst im Magdalenefjord (Foto von Oswald Lübeck)

Bei Schröder-Stranz, einem deutschen Offizier, reifte bereits 1905 während einer ausgedehnten Reise durch die russische Halbinsel Kola und Karelien der Gedanke, die Nordostpassage mit dem Schiff zu durchqueren. Dieses Unterfangen war zuvor nur Adolf Erik Nordenskiöld gelungen. Er plante dabei, während der Durchquerung zweimal zu überwintern und umfangreiche wissenschaftliche Untersuchungen vorzunehmen. Mehrere Jahre befand er sich auf der Suche nach Sponsoren, bis schließlich Herzog Ernst II. von Sachsen-Altenburg einwilligte, zumindest eine Vorexpedition zu finanzieren.
Die Vorexpedition nach Spitzbergen im Jahre 1912 sollte dazu dienen, die Tauglichkeit der Ausrüstung und der Mannschaft zu klären sowie Erfahrungen im arktischen Klima zu sammeln. Zusätzlich sollte die Frage beantwortet werden, ob das Innere von Nordostland von einer durchgehenden Eisdecke überzogen war. Darüber hinaus war die Expedition für Schröder-Stranz eine willkommene Gelegenheit, öffentliche Aufmerksamkeit auf sein Projekt zu lenken und damit weitere Geldgeber zu gewinnen, da die Finanzierung der Hauptexpedition nicht gesichert war. Der ursprüngliche Plan, als erster Mensch mit einem Flugzeug die Arktis zu erkunden, musste fallengelassen werden, nachdem sich der als Pilot vorgesehene Alfred Ritscher bei einem Flugzeugabsturz verletzt und seine Ausbildung nicht abgeschlossen hatte. Kapitän des zur Verfügung stehenden Motorseglers Herzog Ernst sollte zunächst der erfahrene Polarfahrer W. Berg werden. Da dieser jedoch den Bau des für die Hauptexpedition vorgesehenen Schiffes beaufsichtigen musste, ernannte Schröder-Stranz Ritscher zum Schiffsführer, der allerdings keinerlei Erfahrung in arktischen Gewässern besaß.
Anfang August 1912 traf sich Schröder-Stranz mit seinen Begleitern, hauptsächlich Wissenschaftlern sowie einer norwegischen Crew, in Tromsø. Dort eröffnete er ihnen seinen neuen Plan, mit Zugschlitten das Nordostland zu durchqueren. Dies war bisher ebenfalls nur Nordenskiöld von Süden nach Norden gelungen, und Schröder-Stranz plante die Durchquerung auf der wesentlich weiteren Route von Osten nach Westen. Er erklärte dabei, dass dazu eine Überwinterung auf Spitzbergen nicht mehr ausgeschlossen werden könne. Zwei Teilnehmer, darunter der als Schiffsarzt vorgesehene Ludwig Kohl-Larsen, verließen daraufhin die Expedition. Die anderen Teilnehmer ließ sich überzeugen, und die Herzog Ernst stach am 5. August mit 15 Mann an Bord in See.

## Absetzen von Schröder-Stranz

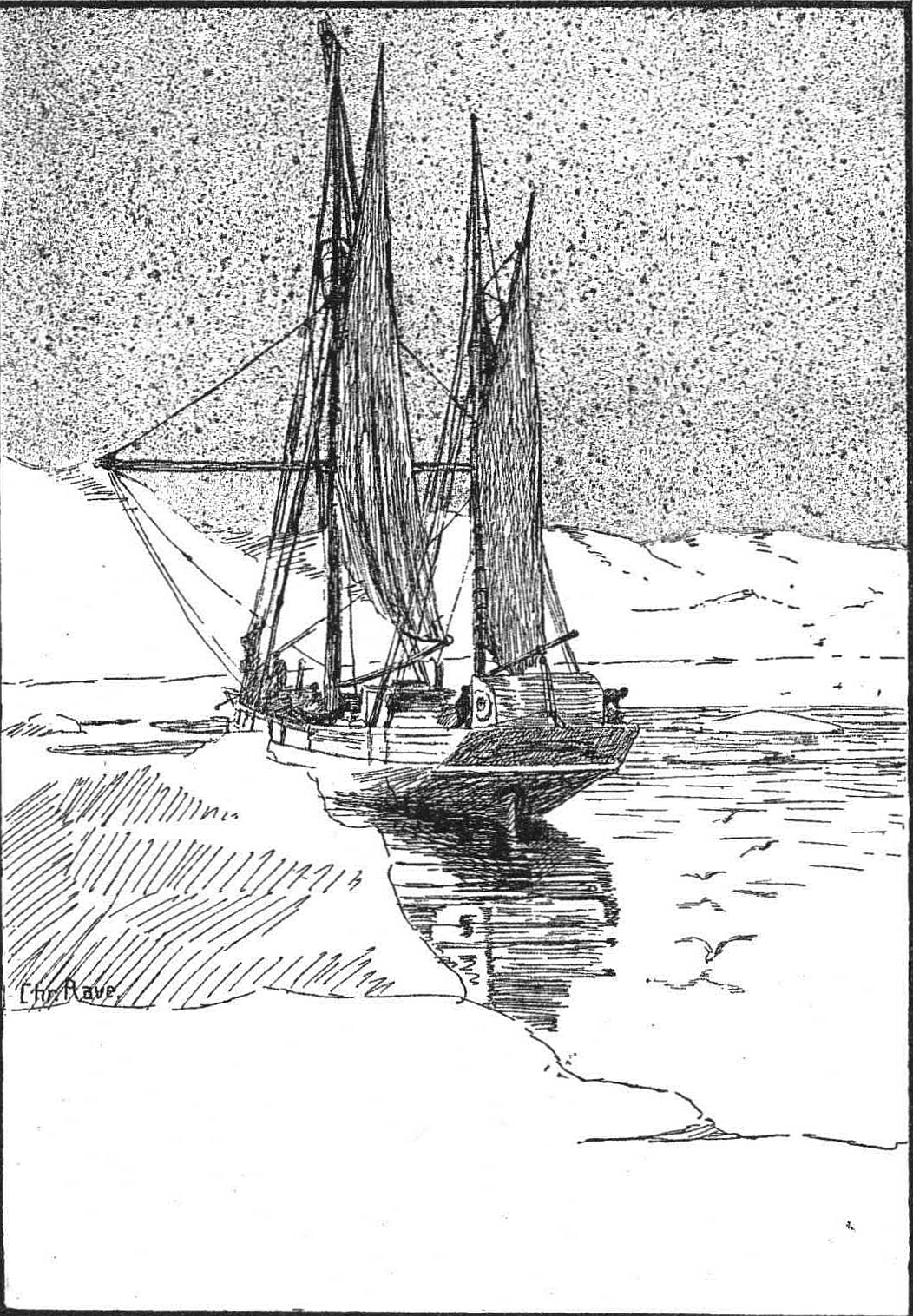
Zeichnung der Herzog Ernst (Rave)

Bereits wenige Tage nach der Abfahrt traf die Mannschaft auf erstes Treibeis. An der Südspitze Spitzbergens angekommen stellte sich heraus, dass der direkte Weg nach Nordostland durch den Storfjord bereits unpassierbar war und stattdessen Spitzbergen auf nordwestlichem Kurs umrundet werden musste, um dann am Nordkap vorbei nach Nordostland zu gelangen. Am 13. August, zwischen Nordkap und Kap Platen, wurde jedoch die Weiterfahrt durch Packeis erneut unmöglich gemacht. Die Herzog Ernst konnte nicht bis zur Ostküste Nordostlands vordringen, was eine erneute Planänderung vonnöten machte.
Schröder-Stranz schlug daraufhin vor, mit den Schlitten auf dem Eis bis zur Küste zu gelangen, und von dort aus auf westlicher Route das Gustav V.-Land Nordostlands und anschließend die Insel Spitzbergen zu durchqueren. Bis spätestens 15. Dezember wollte er am Krossfjord an der Westküste Spitzbergens, an dem Kurt Wegener und Max Robitzsch im selben Jahr am Geophysikalischen Observatorium Ebeltofthafen überwinterten, wieder an Bord kommen. Am 15. August machte sich Schröder-Stranz mit drei Begleitern und Nahrung für zwei Monate auf den Weg, über 10 km von der Küste entfernt. Seitdem ist die Gruppe verschollen.

## Fußmarsch an den Adventfjord

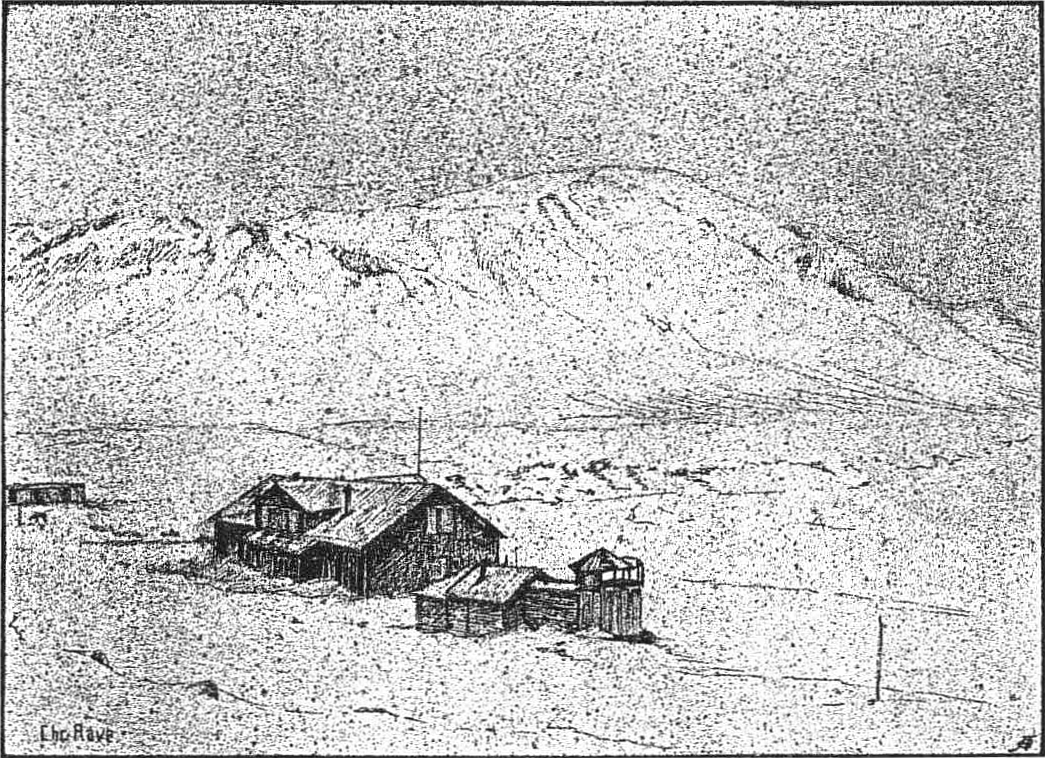
Treurenbergbai (Zeichnung: Rave)

Sechs Tage nach dem Absetzen von Schröder-Stranz und seinen Begleitern erreichte die Herzog Ernst am 21. August die Sorgebai (auch Treurenbergbai), wo sie in der dortigen Schutzhütte für Schröder-Stranz Vorräte hinterlassen sollte. Aufgrund ungünstiger Winde und Packeis konnte sie jedoch die Bucht nicht mehr verlassen und wurde vom Eis eingeschlossen. Da ausreichend Nahrung mitgenommen worden war, hätte die Mannschaft auf der Herzog Ernst überwintern können. Stattdessen entschloss sie sich jedoch am 21. September, einen beschwerlichen Fußmarsch über fast 300 km in Richtung der nächsten Siedlung am Adventfjord (heute Longyearbyen) in Angriff zu nehmen. Die Mitglieder der norwegischen Crew erkannten die Aussichtslosigkeit des Unterfangens und blieben zunächst auf dem Schiff.
Die Gruppe kam nur langsam voran; nach fünf Tagen erreichte sie eine von Nordenskiöld errichtete Schutzhütte in der Mosselbai – für diese Strecke war ursprünglich nur ein Tag veranschlagt worden. Während der Rest der Gruppe zunächst unschlüssig war, ob ein Fortsetzen des Fußmarsches überhaupt sinnvoll wäre, vertraten Detmers und Moeser die Meinung, mit leichterem Gepäck schneller voranzukommen. Die beiden brachen am 27. September allein auf und ließen dabei sogar ihre Schlafsäcke zurück. Die übrigen entschieden sich, zunächst weitere Vorräte vom Schiff zu holen. Am Schiff angekommen, schlossen sich ihnen doch noch die Norweger Stenersen und Rotvold an. Nach dem erneuten Aufbruch der Gruppe von der Schutzhütte am 29. September wurden Detmers und Moeser bei der Mosselbai zuletzt am Horizont gesehen. Seitdem sind auch sie verschollen.
Am 4. Oktober erreichte die Gruppe an der Wijdebai eine Hütte von Robbenfängern. Die Füße des Ozeanographen Hermann Rüdiger waren völlig erfroren, so dass er nicht mehr weitergehen konnte. Rüdiger musste zusammen mit Christopher Rave an der Hütte verbleiben. Am 8. Oktober machten sich zunächst Ritscher und Eberhard an den Weitermarsch, einen Tag später folgten ihnen die Norweger Stenersen und Rotvold. Kurze Zeit später hatten die Norweger Ritscher und Eberhard eingeholt.
Am 24. Oktober kam die Gruppe an den Fuß des Gletschers von Dickson-Land. Der Aufstieg misslang, aber sie konnten zunächst Unterschlupf in einer Hütte am Westfjord finden, wo sie auf umfangreiche Nahrungsmittelvorräte stießen. Sie verbrachten dort fast zwei Monate, vermutlich, weil sich Eberhards Gesundheitszustand inzwischen dramatisch verschlechtert hatte.
Am 18. Dezember schickte Ritscher Eberhard zusammen mit den beiden Norwegern zurück zum Schiff. Er selbst machte sich nun, ohne Schlafsack und völlig auf sich allein gestellt, auf den Weitermarsch. Um sich vor dem Erfrieren während des Schlafs zu schützen, stellte Ritscher nach späterem Bekunden bei jeder eingelegten Pause einen Wecker auf 15 Minuten im Voraus ein, so dass er nie in einen längeren Schlaf verfiel, der den sicheren Tod bedeutet hätte.
Unter größten Strapazen überquerte Ritscher den Gletscher und erreichte die Dickson Bai, einen Teil des Isfjords im Norden von Longyearbyen. Dort musste er allerdings feststellen, dass der Fjord nicht vollständig zugefroren war, sondern inmitten des Fjords eine etwa 200 m breite Wasserrinne verblieben war; eine Überquerung erschien also nicht möglich. Von Eisscholle zu Eisscholle springend, gelang es ihm allerdings tatsächlich, den Fjord zu überqueren, wobei er allerdings einmal ins eiskalte Wasser einbrach und sich nur mit Mühe retten konnte. Am 27. Dezember kam er schließlich völlig erschöpft und unterkühlt in Longyearbyen an. Erst nach einigen Tagen war er in der Lage, einen vollständigen Bericht über die Situation der Schröder-Stranz-Expedition zu geben. Daraufhin wurde ein Notruf nach Norwegen telegraphiert.

## Rüdiger und Rave
Rüdiger und Rave, die eigentlich nur für fünf Wochen Lebensmittel vorrätig hatten, harrten seit Anfang Oktober in der Hütte an der Wijdebai aus. Rüdiger konnte sich aufgrund seines vollständig erfrorenen linken Fußes kaum bewegen, so dass Rave alle Tätigkeiten ausführen musste. Ab dem 20. Oktober war zudem die Polarnacht hereingebrochen, so dass die Männer die meiste Zeit in völliger Dunkelheit verbrachten. Als die Vorräte zur Neige gingen, erkannten beide, dass ihre einzige Rettung in der Rückkehr zum Schiff lag. Rave konstruierte daher einen Schuh für Rüdiger, mit dem dieser zumindest eingeschränkt gehen konnte. Am 23. November machten sich beide auf den ca. 80 km langen Fußmarsch zurück zum Schiff. Obwohl Rüdiger starke Schmerzen hatte und sich häufig auf den Schlitten setzen musste, erreichten beide bereits nach drei Tagen die Hütte an der Mosselbai, wo sich frische Vorräte befanden. Am 27. November machten sie sich auf die letzte Etappe, und obwohl sie sich einige Male verirrten, kamen sie am 1. Dezember am Schiff an.

## Stenersen, Rotvold und Eberhard
Die drei, die sich am 18. Dezember am Westfjord von Ritscher getrennt hatten, erreichten vier Tage später die Hütte, in der Rüdiger und Rave sich lange Zeit aufgehalten hatten. Am 24. Dezember machten sie sich zum Schiff auf. Während die Norweger noch am selben Tag am Schiff ankamen, konnte der völlig erschöpfte Eberhard nicht mit ihnen Schritt halten. Die Norweger gaben später an, ihn im Bereich der Mosselbai aus den Augen verloren und trotz längerer Suche nicht mehr wiedergefunden zu haben. Sie erwähnten auch, dass Eberhard eine zunehmende „Geistesgestörtheit“ an den Tag gelegt habe, was als Bewusstseinseintrübung eines sich ankündigenden Kältetods gedeutet werden kann. In einem von Eberhard in der Hütte zurückgelassenen Brief, der später gefunden wurde, drückte dieser seine Besorgnis aus, von den Norwegern zurückgelassen zu werden.

## Überwinterung auf dem Schiff
Bald nach der Ankunft musste Rave Rüdigers linken Fuß sowie Zehen am rechten Fuß und mehrere Fingerglieder ohne Betäubungsmittel amputieren. Am 23. Februar starb Knut Stave, der Schiffskoch, an einer Tuberkulose. Die verbliebenen vier Norweger begaben sich Ende März auf den Weg nach Longyearbyen und erreichten es am 5. April. Rave blieb bei dem bewegungsunfähigen Rüdiger.

## Rettungsexpeditionen
Nachdem in Norwegen sowie in Deutschland der Ausgang der Schröder-Stranz-Expedition publik wurde, wurden bald mehrere Rettungsexpeditionen zusammengestellt.
Eine bereits am 24. Januar von Longby aus gestartete norwegische Expedition unter der Leitung des Bergarbeiters Ingvar Jensen musste am 5. Februar nach Erfrierungen mehrerer Teilnehmer abgebrochen werden.
Kurt Wegener, der im selben Jahr am Geophysikalischen Observatorium Ebeltofthafen am Krossfjord überwinterte, hatte über Funk von der Katastrophe der Schröder-Stranz-Expedition erfahren und startete am 21. Februar 1913 eine Rettungsexpedition. Als einer seiner Begleiter erkrankte, musste er zunächst aufgeben. Am 4. März startete er mit drei Arbeitern des Marmorsteinbruchs an der Kingsbai einen zweiten Versuch. Sein Ziel war die Rettung Rüdigers und Raves, die er noch an der Wijdebai wähnte. Die vier Männer kamen am 18. März an der Hütte an und erfuhren aus hinterlassenen Briefen, dass sich Rüdiger und Rave auf den Weg zurück zum Schiff gemacht hatten. Daraufhin kehrte Wegener um.
In Berlin hatte sich nach Eintreffen der ersten Nachrichten ein Hilfskomitee unter der Leitung von Adolf Miethe gegründet, dem als führende Vertreter Hugo Hergesell, August Brauer und Arthur von Gwinner angehörten. Mit der offiziellen deutschen Rettungsexpedition wurde der Norweger Arve Staxrud (1881–1933) beauftragt. Er startete nach dem Ende der Polarnacht am 12. April 1913 und wollte der Mannschaft über den Landweg mit Hundeschlitten zu Hilfe kommen. Er erreichte am 21. April die Sorgebai und rettete die im dortigen Stationshaus der schwedischen Gradmessungs-Expedition von 1900–1902 verbliebenen Rüdiger und Rave.
Gegen den Willen der Berliner Regierungskreise wurde von einem Frankfurter Hilfskomitee eine private Rettungsexpedition unter der Führung des arktiserfahrenen Journalists Theodor Lerner ins Leben gerufen. Lerner war seit seiner gescheiterten Inbesitznahme der Bäreninsel im Jahr 1899 bei offiziellen Stellen in Ungnade gefallen und wurde deshalb kategorisch abgelehnt. Nachdem er in Spitzbergen angekommen vom Erfolg Staxruds erfahren hatte, machte er sich auf die Suche nach Schröder-Stranz. Jedoch stand auch seine Expedition unter keinem guten Stern. Im Mai 1913 wurde sein Schiff Lövenskiold beim Nordkap Nordostlands vom Eis eingeschlossen. Lerner und seine Begleiter unternahmen daraufhin auf Skiern und Hundeschlitten ausgedehnte Touren in die Umgebung, ohne jedoch eine Spur von Schröder-Stranz zu entdecken. Am 26. Juni wurde das Schiff schließlich vom Packeis zerdrückt und sank kurz darauf. Der Mannschaft gelang es jedoch, zuvor große Teile der Ausrüstung zu bergen. In Booten setzten die Männer zur Sorgebai über und erreichten die Herzog Ernst am 25. Juli 1913. Mit dem mittlerweile wieder manövrierfähigen Schiff traten die Expeditionsteilnehmer die Heimreise an.
Von der Rettungsexpedition unter Theodor Lerner existieren Filmaufnahmen des späteren Riefenstahl-Kameramanns Sepp Allgeier, unter der Regie des Expeditionsteilnehmers Bernhard Villinger veröffentlicht als Die Tragödie der Schröder-Strantz-Expedition. Christopher Rave hielt die Expedition ebenfalls in einem Film fest, der im Oktober 1913 unter dem Titel Mit der Kamera im ewigen Eis in die Kinos kam. Der Film gilt seit Ende des Zweiten Weltkriegs als verschollen, jedoch sind inzwischen wenige Minuten des Films in einem Moskauer Archiv wieder aufgetaucht.
Die Expedition erreichte ein erhebliches Medienecho, weit über Deutschland hinaus. Beim Empfang der Überlebenden in Hamburg war sogar Kaiser Wilhelm II. zugegen.

## Hinweise auf den Verbleib der Verschollenen
Im Sommer 1937 fanden Robbenjäger im Duvefjord Überreste von Wärmegamaschen, Kanuteilen und Munition. Das in ein Holzstück eingeritzte Kürzel „DAE“ („Deutsche Arktische Expedition“) identifizierte die Fundstücke als zur Expedition Schröder-Stranz gehörig. Die Stelle konnte später bei 80° 14' 3'' N/23° 44' 33'' O lokalisiert werden und gilt als wahrscheinlicher Landeplatz von Schröder-Stranz nach seinem Weg über das Packeis.
Der deutsche Soldat Alfred Schlösser, der im Rahmen des Unternehmens Haudegen auf Spitzbergen stationiert war, stieß 1945 in der gleichen Bucht (von Dege als Nusser-Bucht bezeichnet) auf 3 Teller aus Aluminium (mit 20, 21 und 22 cm Durchmesser), die ebenfalls der Expeditionsausrüstung von Schröder-Stranz zugeordnet werden konnten. 2007 wurden am Landeplatz weitere Gegenstände gefunden, darunter Überreste eines Schlafsacks und Teile eines meteorologischen Geräts. Kriminologische Untersuchungen der Fundsachen und die Umstände des Fundorts legen nahe, dass die im arktischen Klima überlebensnotwendigen Gegenstände absichtlich zurückgelassen worden waren, wahrscheinlich zu einem Zeitpunkt, als bereits mindestens einer der Expeditionsteilnehmer tot war. Ungewöhnlich ist allerdings, dass keinerlei schriftliche Nachricht hinterlassen worden war, wie sonst bei Polarexpeditionen in einem solchen Fall üblich. Die Überlebenden versuchten vermutlich, wie geplant zu Fuß Richtung Westen über den Inlandgletscher zur Hinlopenstraße zu gelangen. Sollten die Expeditionsteilnehmer diesen äußerst strapaziösen Fußmarsch hinter sich gebracht haben, so sind sie spätestens beim Versuch, die Hinlopenstraße mit einem kleinen Kajak zu überqueren, ertrunken.

## Gründe für das Unglück
Die Gründe für das Desaster sind vielfältig. Schröder-Stranz und seine Begleiter besaßen keine Erfahrung in der Arktis und hatten wenig Kenntnis über das Gebiet. Zudem war der Startzeitpunkt im August für eine Arktisexpedition viel zu spät gewählt. Eine Rückkehr der Herzog Ernst nach Tromsø mitten im tiefsten arktischen Winter war unmöglich und von vornherein zum Scheitern verurteilt. Daher wurde dem Leiter Schröder-Stranz die Hauptschuld an der Katastrophe zugeschrieben; er habe „durch Überschätzung seiner eigenen Fähigkeiten und durch Unterschätzung der Gefahren […] so viele Menschenleben zwei Mal aufs Spiel gesetzt“. Der Geologe Hans Phlipp, ein Mitglied von Wilhelm Filchners Vorexpedition nach Spitzbergen im Jahre 1910, kam zu dem Schluss, dass es „als ein ungeheurer Leichtsinn angesehen werden [muss], wenn wissenschaftliche Expeditionen ohne genügende Erfahrung mit knappster Verproviantierung und mit einem für Überwinterungen keineswegs geeigneten Schiff im Spätsommer erst gegen die Ostküste von Spitzbergen aufbrechen. Ein solch völlig unüberlegtes Unternehmen kann nur als blindes Draufgängertum bezeichnet werden und muß notwendigerweise zur Katastrophe führen.“
Auch die Entscheidung der Gruppe um Kapitän Ritscher, die Herzog Ernst zu verlassen und Ende September, bei hereinbrechender Polarnacht und Temperaturen unter −30 °C, zu einem 300 km langen Marsch aufzubrechen, war ein schwerer Fehler. Was Schröder-Stranz außerdem zur damaligen Zeit noch nicht wusste, ist, dass eine Überquerung der Hinlopenstraße im Herbst bei Packeis und dort herrschenden starken Strömungen mit einem kleinen Boot praktisch unmöglich ist. Nach dem Fehlschlag der DAE forderten Wissenschaftler daher, zukünftig die Planung staatlicher Expeditionen zu verbessern und durch Gutachter zu prüfen.

## Teilnehmer
Die Teilnehmer der Deutschen Arktischen Expedition waren:
| Name                                   | Aufgabe                       | Schicksal |
| -------------------------------------- | ----------------------------- | --- |
| Opfer                                  |                               | |
| Leutnant Herbert Schröder-Stranz       | Leiter                        | auf Nordostland verschollen                                                                                         |
| Kapitänleutnant a. D. August Sandleben | Erster Offizier               | auf Nordostland verschollen                                                                                         |
| Max Mayr                               | Geograph und Geologe          | auf Nordostland verschollen                                                                                         |
| Richard Schmidt                        | Privatsekretär und Präparator | auf Nordostland verschollen                                                                                         |
| Erwin Detmers                          | Zoologe                       | auf dem Fußmarsch von der Herzog Ernst nach Longyearbyen am 29. September 1912 im Bereich der Mosselbai verschollen |
| Walter Moeser                          | Botaniker                     | auf dem Fußmarsch von der Herzog Ernst nach Longyearbyen am 29. September 1912 im Bereich der Mosselbai verschollen |
| Wilhelm Eberhard                       | Techniker und Maschinist      | auf dem Fußmarsch zurück zur Herzog Ernst am 24. Dezember 1912 im Bereich der Mosselbai verschollen                 |
| Knut Stave (Norweger)                  | Koch                          | am 26. Februar 1913 an Bord der Herzog Ernst an Tuberkulose gestorben                                               |
| Überlebende                            |                               | |
| Alfred Ritscher                        | Kapitän der Herzog Ernst      | erreichte am 27. Dezember 1912 Longyearbyen                                                                         |
| Hermann Rüdiger                        | Ozeanograph                   | am 21. April 1913 durch Staxrud gerettet                                                                            |
| Christopher Rave                       | Marinemaler und Kameramann    | am 21. April 1913 durch Staxrud gerettet                                                                            |
| August Stenersen (Norweger)            | Eislotse                      | erreichte am 5. April 1913 Longyearbyen, nahm an Staxruds Rettungsexpedition teil                                   |
| Einar Rotvold (Norweger)               | Matrose                       | erreichte am 5. April 1913 Longyearbyen                                                                             |
| Jørgen Jensen (Norweger)               | Matrose                       | erreichte am 5. April 1913 Longyearbyen                                                                             |
| Julius Jensen (Norweger)               | Matrose                       | erreichte am 5. April 1913 Longyearbyen                                                                             |

## Nachlass
Ein Nachlass der Deutschen Arktischen Expedition befindet sich im Archiv für Geographie des Leibniz-Instituts für Länderkunde in Leipzig.